# Roberto Mazzucco
Roberto Mazzucco (n. 1927, Roma – d. 6 noiembrie 1989, Roma) a fost un scriitor și dramaturg italian. 
Este tatăl scriitoarei Melania Gaia Mazzucco (n. 1966).
Piesele sale de teatru (La periferia, Tre italiani, Voci in casa (1957), Nozze d'oro (1960), L'andazzo (1963),Come si dice (Cum se zice, 1964) sau La formidabile rivolta (1978)) au fost puse pe scenă și în străinătate: în New York, Praga, București etc.

## Lucrări
Mazzucco descrie cu ironie defectele din societatea italiană și ceea ce crede el a fi o lipsă a tradițiilor italiene în opere ca Ugali a tanti (1963), La formidabile rivolta, Tre Italiani. În scrieri ca L'andazo (1968), La corruzione (1984) sau Tre squili per Lola (1989) descrie suferința societății italiene. A scris romanul istoric și polițist I sicari di Trastevere (Ucigașii din Trastevere) - Mazzucco descrie uciderea prin înjunghiere a unui editor la Carnavalul din 1875. I sicari di Trastevere este singurul său roman deși a intenționat să scrie și alele.
În 1976 a scris o istorie a teatrului - L'avventura del cabaret (Aventura cabaretului).
Roberto Mazzucco a fost și traducător, autor de povestiri scurte și scenarist de programe de radio și de televiziune: La volpe e le camelie (1966), Lady Ava (1975), Lo scandalo della banca romana (Scandalul Băncii Romane, 1977).

## Teatru radiofonic
- 1981- Dansul hârtiilor - Adaptarea radiofonică de Angela Ioan, regia artistică: Titel Constantinescu, cu Virgil Ogășanu, Ștefan Mihăilescu Brăila, Janine Stavarache, Valentin Plătăreanu, Sorin Gheorghiu, Alexandru Arșinel, Victor Ștrengaru. Regia de studio: Constantin Botez, regia muzicală: Nicolae Neagoe, regia tehnică: ing. Tatiana Andreicic.[7]